# Noga Alon
Noga Alon (hebr. נוגה אלון; ur. 1956 w Hajfie) – izraelski matematyk, laureat Nagród Shawa (2022) i Wolfa (2024) w dziedzinie matematyki. Specjalizuje się w kombinatoryce i teorii grafów oraz ich zastosowaniach w informatyce teoretycznej.

## Życiorys
Urodził się w Hajfie w 1956 roku, gdzie następnie uczył się w Hebrajskiej Szkole Realnej. W szkole uprawiał bez większych sukcesów sport, zainteresował się też wówczas matematyką. W starszych klasach uczył go jej Jakow Kaplan, którego zajęcia pomogły Alonowi zwyciężyć w dwóch izraelskich konkursach matematycznych dla uczniów szkół średnich. W ostatniej klasie szkoły średniej miał okazję uczestniczyć w spotykaniach z Paulem Erdösem i jedno z pytań Erdösa dotyczące teorii grafów stało się później inspiracją pierwszego artykułu i pracy magisterskiej Alona.
W 1974 rozpoczął obowiązkową służbę wojskową, ale już rok później pozwolono mu na studia licencjackie z matematyki w Technion, które ukończył w 1979. Następnie wrócił do armii i ukończył studia magisterskie na Uniwersytecie Telawiwskim. Doktorat uzyskał w 1983 pod kierunkiem Michy Perlesa (który był także promotorem jego pracy magisterskiej) na Uniwersytecie Hebrajskim w Jerozolimie. Ze względu na służbę wojskową na obu tych uczelniach mógł pojawiać się jedynie raz w tygodniu.
Kolejne dwa lata Alon spędził w MIT, gdzie nawiązał współpracę z Danielem Kleitmanem. Tam też zainteresował się zastosowaniami kombinatoryki w informatyce teoretycznej. W 1985 wrócił do Izraela i związał się zawodowo z Uniwersytetem Telawiwskim. W latach 1989–1990 był na urlopie naukowym w IBM Almaden, a w 1993 (na zaproszenie Enrico Bombierego) rozpoczął długoletnią współpracę z Institute for Advanced Study, w ramach której przyjeżdżał wielokrotnie jako profesor wizytujący aż do 2016. W 2018 przeniósł się na Uniwersytet Princeton, gdzie podjął pracę na stanowisku profesora (pozostając związanym jako profesor emerytowany z Uniwersytetem Telawiwskim).
Wypromował ponad dwudziestu doktorów, prawie wszystkich na Uniwersytecie Telawiwskim. Niektórzy z nich – np. Beni Sudakow, Micha’el Kriwelewicz, Uri Cwik, Tali Kaufman, Gregory Gutin czy Josi Azar – zostali uznanymi na świecie matematykami i informatykami.

## Publikacje i osiągnięcia
Autor ponad 600 artykułów i (wspólnie z Joelem Spencerem) książki The probabilistic method, która doczekała się czterech wydań, a obaj jej autorzy otrzymali Nagrody Steele’a za wykład matematyczny. Swoje prace publikował m.in. w „Journal of Graph Theory”, „Combinatorics, Probability and Computing”, „SIAM Journal on Discrete Mathematics”, „Combinatorica”, „Discrete Mathematics”, „Journal of Combinatorial Theory, Series A”, „Journal of Combinatorial Theory, Series B” oraz najbardziej prestiżowych czasopismach matematycznych świata: „Annals of Mathematics”, „Journal of the American Mathematical Society” i „Inventiones Mathematicae”. Jego współpracownikami i współautorami byli jego uczniowie, najwybitniejsi matematycy świata tacy jak: Paul Erdős (dlatego ma liczbę Erdősa równą 1), Jean Bourgain, Alain Connes i Michaił Gromow oraz Polacy (Jarosław Grytczuk i Andrzej Ruciński).
Alon stworzył nowe koncepcje i oryginalne metody, przyczyniając się w znacznym stopniu do rozwoju matematyki dyskretnej, teorii informacji i teorii grafów oraz ich zastosowań w informatyce. Wraz ze swoimi współpracownikami ustalił ścisły związek pomiędzy własnościami ekspansji grafu a jego własnościami spektralnymi oraz znalazł liczne zastosowania ekspanderów w kombinatoryce i informatyce teoretycznej. Był też pionierem zastosowania metod spektralnych w badaniu problemów algorytmicznych.
W 1992 Alon wspólnie z Kleitmanem rozstrzygnął problem Hadwigera i Debrunnera z 1957 roku, dowodząc daleko idącego uogólnienia twierdzenia Helly’ego. W 1995 sformułował i wykazał Combinatorial Nullstellensatz, potężną technikę algebraiczną, która ma istotne zastosowania w teorii grafów, kombinatoryce i addytywnej teorii liczb. Rok później, razem z Nathansonem i Ruzsą, otrzymał pewne uogólnienia twierdzenia Cauchy’ego-Davenporta, a w 1998 rozstrzygnął hipotezę Shannona z 1956 roku dotyczącą teorii informacji.
W 1999 wspólnie z Matiasem i Szegedym opublikowali w Journal of Computer and System Sciences artykuł The Space Complexity of Approximating the Frequency Moments, który położył podwaliny pod algorytmy strumieniowe.

## Wyróżnienia
Alon był wielokrotnie nagradzany. Otrzymał m.in.:
- 2024 Nagrodę Wolfa w dziedzinie matematyki[8]
- 2022 Nagrodę Shawa w dziedzinie matematyki[11]
- 2022 Nagrodę Knutha[12]
- 2021 Nagrodę Steele’a za wykład matematyczny[7]
- 2019 Paris Kanellakis Award(inne języki)[13]
- 2011 EMET Prize(inne języki)[14]
- 2008 Nagrodę Izraela[15]
- 2005 Landau Prize[14][16]
- 2005 Nagrodę Gödla[10]
- 2001 Bruno Memorial Award[17]
- 2000 George Pólya Prize(inne języki) (nagroda przyznawana przez Society for Industrial and Applied Mathematics(inne języki))[18]
- 1991 Feher Prize[14][16]
- 1989 Erdős Prize(inne języki) (nagroda Izraelskiej Uni Matematycznej(inne języki), ustanowiona w 1977 przez Paula Erdősa dla upamiętnienia jego rodziców i przyznawana młodym matematykom izraelskim)[19]

Nagrodę Wolfa otrzymał za fundamentalny wkład w kombinatorykę i informatykę teoretyczną, a Nagrodę Shawa razem z Ehudem Hruszowskim za ich niezwykły wkład w matematykę dyskretną i teorię modeli w połączeniu zwłaszcza z geometrią algebraiczną, topologią i informatyką.
W 1990 roku był prelegentem sekcyjnym, a w 2002 plenarnym na Międzynarodowym Kongresie Matematyków. W 1996 wygłosił też wykład plenarny na Europejskim Kongresie Matematyki.
Jest członkiem Israel Academy of Sciences and Humanities (od 1997), Academia Europaea (od 2008), Amerykańskiego Towarzystwa Matematycznego (od 2016) i Association for Computing Machinery (od 2016) oraz członkiem honorowym Węgierskiej Akademii Nauk (od 2019).
W 2013 Politechnika Federalna w Zurychu i w 2015 Uniwersytet w Waterloo nadały mu ponadto tytuły doktora honoris causa.

## Życie prywatne
Jest żonaty z Nurit, którą poznał w przedszkolu, gdy miał 5 lat. Mają trzy córki: Nilli, Natali i Narkis. Ze starszym bratem Cwiką chodził do Hebrajskiej Szkoły Realnej w Hajfie. W wolnych chwilach lubi czytać, podróżować po świecie i grać w tenis stołowy.